# Daniele Bonera
Daniele Bonera (Brescia, 31 maggio 1981) è un allenatore di calcio ed ex calciatore italiano, di ruolo difensore.

## Caratteristiche tecniche
Poteva ricoprire il ruolo di difensore centrale e all'occorrenza di terzino su entrambe le fasce. La sua carriera è stata segnata da diversi infortuni.

## Carriera

### Giocatore

#### Club

##### Brescia
Cresciuto nel settore giovanile del Brescia, ha esordito in prima squadra nella stagione 1999-2000 ottenendo 5 presenze in Serie B. Ha fatto il suo esordio in Serie A il 1º ottobre 2000 al Friuli contro l'Udinese (4-2 per i bianconeri). Con i lombardi ha debuttato inoltre nelle competizioni UEFA per club il 25 luglio 2001 contro i cechi del Chmel Blšany, in una gara valida per la Coppa Intertoto 2001 (vittoria per 2-1).

##### Parma
Dopo due stagioni, nel 2002 è passato al Parma, squadra nella quale ha disputato 4 stagioni. Con i ducali ha realizzato il suo unico gol in carriera il 26 gennaio 2003 proprio contro la sua ex squadra, il Brescia.

##### Milan

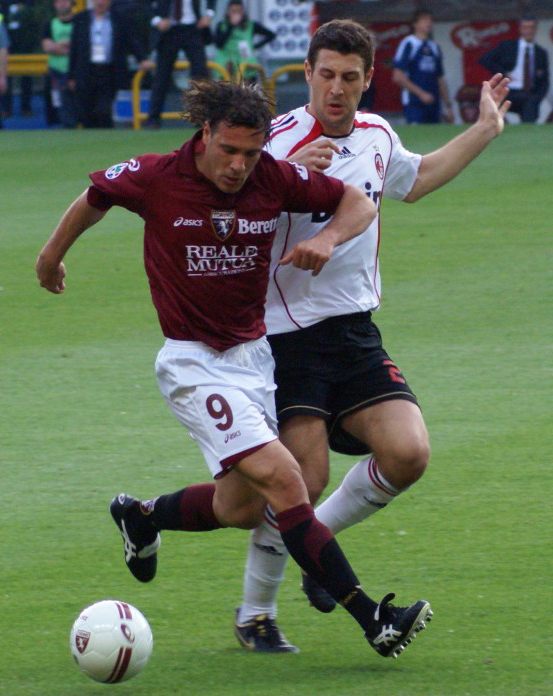
Bonera, in maglia bianca, contrasta Roberto Muzzi in Torino-Milan 0-1 del 28 aprile 2007

Nel 2006, a 25 anni, è stato acquistato dal Milan, la squadra per cui aveva sempre tifato sin da quando era piccolo, con cui ha siglato un accordo quadriennale fino al 30 giugno 2010. Sceglie di indossare la maglia numero 25.
Con il Milan ha esordito nel ruolo di terzino destro in Champions League il 17 ottobre 2006 contro l'Anderlecht, partita nella quale, però, ha rimediato un cartellino rosso per doppia ammonizione dopo 47 minuti di gioco. Non appena sistemata dal Milan la corsia destra del reparto arretrato, Bonera è stato schierato nel suo ruolo naturale di difensore centrale con buoni risultati. Nella stagione successiva è stato impiegato sia come centrale che, all'occorrenza, come terzino destro.
Nella stagione 2008-2009 ha giocato poche partite per infortunio; il 5 giugno 2009 ha rinnovato il contratto con i rossoneri fino al 2013. Il 7 maggio 2011, dopo una nuova stagione segnata da numerosi infortuni, ha vinto il suo primo scudetto con i rossoneri a due giornate dal termine del campionato grazie allo 0-0 contro la Roma.
Il 6 agosto 2011 ha vinto la Supercoppa italiana con il Milan battendo l'Inter a Pechino per 2-1, gara nella quale tuttavia Bonera, presente in panchina, non è sceso in campo. Il 26 gennaio 2012, in occasione della partita di Coppa Italia contro la Lazio, ha indossato per la prima volta la fascia di capitano del Milan dopo l'uscita dal campo nel secondo tempo di Clarence Seedorf, che aveva iniziato la gara come capitano. In questo campionato gioca il maggior numero di partite da titolare (visti gli infortuni dei compagni di squadra Thiago Silva e Nesta). Il 22 maggio 2013 ha rinnovato il suo contratto con i rossoneri, in scadenza a fine stagione, fino al 30 giugno 2015.
Il 27 luglio seguente, durante uno scontro di gioco in occasione della partita amichevole contro il Valencia, ha riportato una frattura composta della rotula del ginocchio destro, che lo ha obbligato a stare lontano dai campi da gioco per circa 3 mesi.
Il 30 giugno 2015 giunge alla fine, dopo 9 anni, la sua esperienza al Milan, essendo scaduto il suo contratto. In tutto ha messo insieme 201 presenze con i rossoneri.

##### Villarreal
Il 1º settembre seguente, all'età di 34 anni, viene ingaggiato dalla squadra spagnola del Villarreal per la stagione 2015-2016 a costo zero. Debutta il 17 settembre in Europa League in trasferta contro il Rapid Vienna (2-1), mentre il debutto in Liga avviene il 25 ottobre contro il Las Palmas (0-0). È il calciatore più anziano ad aver vestito la maglia del Villarreal.
Nel frattempo il 27 settembre 2018 ottiene la qualifica UEFA A che abilita all'allenamento di tutte le formazioni giovanili e delle prime squadre fino alla Serie C, e alla posizione di allenatore in seconda in Serie B e Serie A.
In quattro stagioni mette insieme 58 presenze tra campionato, coppa del Re, Europa League e Champions e si ritira alla fine della stagione 2018-2019, all'età di 38 anni.

#### Nazionale
Bonera ha militato nelle nazionali giovanili, collezionando 5 presenze con l'Italia Under-20 nel 2000, 29 con l'Under-21 tra il 2001 e il 2004 e 5 con la nazionale olimpica ad Atene 2004.
Ha fatto il suo esordio in Nazionale maggiore chiamato da Giovanni Trapattoni il 5 settembre 2001, a 20 anni, nella partita amichevole Italia-Marocco (1-0). Per un periodo si è quindi diviso tra la Nazionale maggiore e l'Under-21, conquistando con quest'ultima l'Europeo Under-21 del 2004. Nel 2006 è stato inserito da Marcello Lippi nella lista dei pre-convocati per i Mondiali 2006, come una delle 4 riserve. È stato infine escluso per ultimo dalla lista definitiva dei 23 convocati. Dopo il suo arrivo al Milan, a partire dal 2006, è rimasto nel gruppo allargato della Nazionale con i tecnici Donadoni e Lippi, ma è stato convocato a intervalli irregolari anche a causa di numerosi problemi fisici.

### Allenatore
Subito dopo il suo ritiro, il 9 luglio 2019 entra a far parte dello staff di Marco Giampaolo, neoallenatore del Milan, venendo confermato anche con l’arrivo di Stefano Pioli. Nel frattempo partecipa al corso per il patentino da allenatore Uefa Pro, ottenendo l'abilitazione nel settembre 2020.
Il 22 novembre 2020, con Stefano Pioli e il suo vice Giacomo Murelli indisponibili a causa della loro positività al COVID-19, guida la prima squadra nella trasferta vinta per 3-1 al San Paolo contro il Napoli; quattro giorni dopo, è in panchina anche nella trasferta francese contro il Lilla in Europa League, pareggiata per 1-1. Il 29 novembre, guida il Milan anche nella vittoria a San Siro contro la Fiorentina per 2-0.
Il 27 giugno 2024, Bonera viene annunciato come primo tecnico del Milan Futuro, seconda squadra del club rossonero, in seguito all'approvazione dell'iscrizione al campionato di Serie C per la stagione 2024-2025. Fa il suo debutto alla guida della nuova compagine il 10 agosto seguente nel primo turno di Coppa Italia Serie C vinto contro il Lecco per 0-3. In campionato invece fa il suo esordio il 25 agosto perdendo contro la Virtus Entella per 1-0. Dopo altre due sconfitte e altrettanti pareggi vince la sua prima partita il 26 settembre contro la SPAL (2-1) nel turno infrasettimanale. Il 24 febbraio 2025, con la squadra al terz'ultimo posto, viene esonerato avendo messo insieme 22 punti in 28 partite.

## Statistiche

### Presenze e reti nei club
Statistiche aggiornate al 7 aprile 2019.
| Stagione          | Squadra           | Campionato        | Campionato | Campionato | Coppe nazionali | Coppe nazionali | Coppe nazionali | Coppe continentali | Coppe continentali | Coppe continentali | Altre coppe | Altre coppe | Altre coppe | Totale | Totale |
| Stagione          | Squadra           | Comp              | Pres       | Reti       | Comp            | Pres            | Reti            | Comp               | Pres               | Reti               | Comp        | Pres        | Reti        | Pres   | Reti   |
| ----------------- | ----------------- | ----------------- | ---------- | ---------- | --------------- | --------------- | --------------- | ------------------ | ------------------ | ------------------ | ----------- | ----------- | ----------- | ------ | ------ |
| 1999-2000         | Brescia           | B                 | 5          | 0          | CI              | 0               | 0               | -                  | -                  | -                  | -           | -           | -           | 5      | 0      |
| 2000-2001         | Brescia           | A                 | 26         | 0          | CI              | 4               | 0               | -                  | -                  | -                  | -           | -           | -           | 30     | 0      |
| 2001-2002         | Brescia           | A                 | 29         | 0          | CI              | 4               | 0               | Int                | 4                  | 0                  | -           | -           | -           | 37     | 0      |
| Totale Brescia    | Totale Brescia    | Totale Brescia    | 60         | 0          |                 | 8               | 0               |                    | 4                  | 0                  |             | -           | -           | 72     | 0      |
| 2002-2003         | Parma             | A                 | 32         | 1          | CI              | 2               | 0               | CU                 | 4                  | 0                  | -           | -           | -           | 38     | 1      |
| 2003-2004         | Parma             | A                 | 24         | 0          | CI              | 0               | 0               | CU                 | 5                  | 0                  | -           | -           | -           | 29     | 0      |
| 2004-2005         | Parma             | A                 | 35+1       | 0          | CI              | 1               | 0               | CU                 | 10                 | 0                  | -           | -           | -           | 47     | 0      |
| 2005-2006         | Parma             | A                 | 23         | 0          | CI              | 2               | 0               | -                  | -                  | -                  | -           | -           | -           | 25     | 0      |
| Totale Parma      | Totale Parma      | Totale Parma      | 114+1      | 1+0        |                 | 5               | 0               |                    | 19                 | 0                  |             | -           | -           | 139    | 1      |
| 2006-2007         | Milan             | A                 | 25         | 0          | CI              | 5               | 0               | UCL                | 6                  | 0                  | -           | -           | -           | 36     | 0      |
| 2007-2008         | Milan             | A                 | 21         | 0          | CI              | 1               | 0               | UCL                | 6                  | 0                  | SU+Cmc      | 0+1         | 0           | 29     | 0      |
| 2008-2009         | Milan             | A                 | 18         | 0          | CI              | 0               | 0               | CU                 | 4                  | 0                  | -           | -           | -           | 22     | 0      |
| 2009-2010         | Milan             | A                 | 7          | 0          | CI              | 2               | 0               | UCL                | 2                  | 0                  | -           | -           | -           | 11     | 0      |
| 2010-2011         | Milan             | A                 | 16         | 0          | CI              | 1               | 0               | UCL                | 3                  | 0                  | -           | -           | -           | 20     | 0      |
| 2011-2012         | Milan             | A                 | 20         | 0          | CI              | 3               | 0               | UCL                | 6                  | 0                  | SI          | 0           | 0           | 29     | 0      |
| 2012-2013         | Milan             | A                 | 13         | 0          | CI              | 0               | 0               | UCL                | 4                  | 0                  | -           | -           | -           | 17     | 0      |
| 2013-2014         | Milan             | A                 | 16         | 0          | CI              | 0               | 0               | UCL                | 4                  | 0                  | -           | -           | -           | 20     | 0      |
| 2014-2015         | Milan             | A                 | 16         | 0          | CI              | 1               | 0               | -                  | -                  | -                  | -           | -           | -           | 17     | 0      |
| Totale Milan      | Totale Milan      | Totale Milan      | 152        | 0          |                 | 13              | 0               |                    | 35                 | 0                  |             | 1           | 0           | 201    | 0      |
| 2015-2016         | Villarreal        | PD                | 14         | 0          | CR              | 0               | 0               | UEL                | 2                  | 0                  | -           | -           | -           | 16     | 0      |
| 2016-2017         | Villarreal        | PD                | 6          | 0          | CR              | 1               | 0               | UCL+UEL            | 0+3                | 0                  | -           | -           | -           | 10     | 0      |
| 2017-2018         | Villarreal        | PD                | 15         | 0          | CR              | 1               | 0               | UEL                | 5                  | 0                  | -           | -           | -           | 21     | 0      |
| 2018-2019         | Villarreal        | PD                | 5          | 0          | CR              | 3               | 0               | UEL                | 3                  | 0                  | -           | -           | -           | 11     | 0      |
| Totale Villarreal | Totale Villarreal | Totale Villarreal | 40         | 0          |                 | 5               | 0               |                    | 13                 | 0                  |             | 0           | 0           | 58     | 0      |
| Totale carriera   | Totale carriera   | Totale carriera   | 368+1      | 1          |                 | 31              | 0               |                    | 68                 | 0                  |             | 1           | 0           | 470    | 1      |

### Cronologia presenze e reti in nazionale
| Cronologia completa delle presenze e delle reti in nazionale ― Italia | Cronologia completa delle presenze e delle reti in nazionale ― Italia | Cronologia completa delle presenze e delle reti in nazionale ― Italia | Cronologia completa delle presenze e delle reti in nazionale ― Italia | Cronologia completa delle presenze e delle reti in nazionale ― Italia | Cronologia completa delle presenze e delle reti in nazionale ― Italia | Cronologia completa delle presenze e delle reti in nazionale ― Italia | Cronologia completa delle presenze e delle reti in nazionale ― Italia |
| Data                                                                  | Città                                                                 | In casa                                                               | Risultato                                                             | Ospiti                                                                | Competizione                                                          | Reti                                                                  | Note                                                                  |
| --------------------------------------------------------------------- | --------------------------------------------------------------------- | --------------------------------------------------------------------- | --------------------------------------------------------------------- | --------------------------------------------------------------------- | --------------------------------------------------------------------- | --------------------------------------------------------------------- | --------------------------------------------------------------------- |
| 5-9-2001                                                              | Piacenza                                                              | Italia                                                                | 1 – 0                                                                 | Marocco                                                               | Amichevole                                                            | -                                                                     |                                                                       |
| 17-4-2002                                                             | Milano                                                                | Italia                                                                | 1 – 1                                                                 | Uruguay                                                               | Amichevole                                                            | -                                                                     | 76’                                                                   |
| 3-6-2003                                                              | Campobasso                                                            | Italia                                                                | 2 – 0                                                                 | Irlanda del Nord                                                      | Amichevole                                                            | -                                                                     | 57’                                                                   |
| 4-9-2004                                                              | Palermo                                                               | Italia                                                                | 2 – 1                                                                 | Norvegia                                                              | Qual. Mondiali 2006                                                   | -                                                                     |                                                                       |
| 8-9-2004                                                              | Chișinău                                                              | Moldavia                                                              | 0 – 1                                                                 | Italia                                                                | Qual. Mondiali 2006                                                   | -                                                                     | 84’                                                                   |
| 9-10-2004                                                             | Celje                                                                 | Slovenia                                                              | 1 – 0                                                                 | Italia                                                                | Qual. Mondiali 2006                                                   | -                                                                     |                                                                       |
| 9-2-2005                                                              | Cagliari                                                              | Italia                                                                | 2 – 0                                                                 | Russia                                                                | Amichevole                                                            | -                                                                     |                                                                       |
| 26-3-2005                                                             | Milano                                                                | Italia                                                                | 2 – 0                                                                 | Scozia                                                                | Qual. Mondiali 2006                                                   | -                                                                     |                                                                       |
| 4-6-2005                                                              | Oslo                                                                  | Norvegia                                                              | 0 – 0                                                                 | Italia                                                                | Qual. Mondiali 2006                                                   | -                                                                     | 79’                                                                   |
| 12-10-2005                                                            | Lecce                                                                 | Italia                                                                | 2 – 1                                                                 | Moldavia                                                              | Qual. Mondiali 2006                                                   | -                                                                     | 46’                                                                   |
| 31-5-2006                                                             | Ginevra                                                               | Svizzera                                                              | 1 – 1                                                                 | Italia                                                                | Amichevole                                                            | -                                                                     | 60’                                                                   |
| 17-10-2007                                                            | Siena                                                                 | Italia                                                                | 2 – 0                                                                 | Sudafrica                                                             | Amichevole                                                            | -                                                                     |                                                                       |
| 21-11-2007                                                            | Modena                                                                | Italia                                                                | 3 – 1                                                                 | Fær Øer                                                               | Qual. Euro 2008                                                       | -                                                                     | 53’                                                                   |
| 20-8-2008                                                             | Nizza                                                                 | Italia                                                                | 2 – 2                                                                 | Austria                                                               | Amichevole                                                            | -                                                                     | 46’                                                                   |
| 15-10-2008                                                            | Lecce                                                                 | Italia                                                                | 2 – 1                                                                 | Montenegro                                                            | Qual. Mondiali 2010                                                   | -                                                                     | 58’                                                                   |
| 19-11-2008                                                            | Atene                                                                 | Grecia                                                                | 1 – 1                                                                 | Italia                                                                | Amichevole                                                            | -                                                                     |                                                                       |
| Totale                                                                |                                                                       | Presenze                                                              | 16                                                                    |                                                                       | Reti                                                                  | 0                                                                     |                                                                       |

### Statistiche da allenatore
Statistiche aggiornate al 24 febbraio 2025.
| Stagione        | Squadra         | Campionato      | Campionato | Campionato | Campionato | Campionato | Coppe nazionali | Coppe nazionali | Coppe nazionali | Coppe nazionali | Coppe nazionali | Coppe continentali | Coppe continentali | Coppe continentali | Coppe continentali | Coppe continentali | Altre coppe | Altre coppe | Altre coppe | Altre coppe | Altre coppe | Totale | Totale | Totale | Totale | % Vittorie | Piazzamento |
| Stagione        | Squadra         | Comp            | G          | V          | N          | P          | Comp            | G               | V               | N               | P               | Comp               | G                  | V                  | N                  | P                  | Comp        | G           | V           | N           | P           | G      | V      | N      | P      | %          | Piazzamento |
| --------------- | --------------- | --------------- | ---------- | ---------- | ---------- | ---------- | --------------- | --------------- | --------------- | --------------- | --------------- | ------------------ | ------------------ | ------------------ | ------------------ | ------------------ | ----------- | ----------- | ----------- | ----------- | ----------- | ------ | ------ | ------ | ------ | ---------- | ----------- |
| 2024-feb. 2025  | Milan Futuro    | C               | 28         | 4          | 10         | 14         | CI-C            | 4               | 3               | 0               | 1               | -                  | -                  | -                  | -                  | -                  | -           | -           | -           | -           | -           | 32     | 7      | 10     | 15     | 21,88      | Eson.       |
| Totale carriera | Totale carriera | Totale carriera | 28         | 4          | 10         | 14         |                 | 4               | 3               | 0               | 1               |                    | -                  | -                  | -                  | -                  |             | -           | -           | -           | -           | 32     | 7      | 10     | 15     | 21,88      |             |

## Palmarès

### Club

#### Competizioni nazionali
- Campionato italiano: 1

Milan: 2010-2011
- Supercoppa italiana: 1

Milan: 2011

#### Competizioni internazionali
- UEFA Champions League: 1

Milan: 2006-2007
- Supercoppa UEFA: 1

Milan: 2007
- Coppa del mondo per club: 1

Milan: 2007

### Nazionale
- Campionato d'Europa Under-21: 1

Germania 2004
- Bronzo olimpico: 1

Atene 2004